# Kostas Axelos
Kostas Axelos (també escrit Costas Axelos; grec: τστας Αξελός). (Atenes, 26 de juny de 1924 - París, 4 de febrer de 2010) va ser un filòsof grecofrancès.

## Biografia
Axelos va néixer a Atenes el 1924, fill d'un metge i d'una dona d'una antiga família burgesa atenenca. Va assistir a l'escola secundària Varvakeio i a l'Institut Francès. Es va matricular a la facultat de dret per cursar estudis de dret i d'economia a causa de la insatisfacció amb la filosofia de l'Escola de Filosofia de la Universitat d'Atenes, però no va assistir a classe. Amb l'inici de la Segona Guerra Mundial, Axelos es va involucrar en la política. Després, durant l'ocupació alemanya i italiana, va participar en la resistència grega, i més tard en el preludi de la guerra civil grega, com a organitzador i periodista afiliat al Partit Comunista de Grècia (1941-1945). Més tard va ser expulsat del Partit Comunista i condemnat a mort pel govern de dretes. Va ser arrestat però va aconseguir escapar.
A finals de 1945, Axelos es va traslladar a París, amb el Mataroa, amb uns 200 intel·lectuals perseguits, i allà va estudiar filosofia a la Sorbona i hi va viure la major part de la seva vida. De 1950 a 1957 va treballar com a investigador en la branca de filosofia de CRNS, on va escriure les seves dissertacions, i posteriorment va treballar a l'École Pratique des Hautes Études. De 1962 a 1973, Axelos va ensenyar filosofia a la Sorbona i va conèixer Jacques Lacan, Pablo Picasso i Martin Heidegger. La seva tesi doctoral primària sobre Marx, de 1959, "Marx penseur de la technique" va intentar entendre la tecnologia moderna a partir del pensament de Heidegger i Marx i va ser molt influent en la dècada de 1960, al costat de la filosofia d'Herbert Marcuse. La tesi secundària d'Axelos va ser sobre Heràclit i finalment es va publicar el 1962 com "Héraclite et la philosophie: La première saisie de l'être en devenir de la totalité" (Heràclit i Filosofia: la primera comprensió de l'ésser en esdevenir totalitat).
Va ser col·laborador, columnista, i editor de la revista Arguments (1956-1962). Va fundar, des del 1960, la col·lecció de llibres Arguments a Les Éditions de Minuit. La revista tenia vincles amb altres publicacions europees, per exemple, Praxis a Iugoslàvia i Das Argument a Alemanya, i va perseguir un enfocament marxista no sectari. Ha publicat textos principalment en francès, però també en grec i alemany. El seu llibre més important és Le Jeu du Monde (El joc del món), on Axelos defensa una situació preontològica del joc. A causa d'aquesta activitat i de la connexió amb les principals figures intel·lectuals europees, Axelos va exercir un paper central en la vida intel·lectual francesa i europea al llarg de més de 50 anys.

## Pensament
Kostas Axelos va tractar de conciliar l'antiguitat d'Heràclit amb el pensament modern de Marx, Nietzsche, Freud, Heidegger i d'altres, per tal d'obtenir una nova perspectiva sobre alguns dels problemes del marxisme del seu temps. Axelos va utilitzar la filosofia d'Heraclit com a base principal per avaluar el treball de Marx i Engels. Axelos va contribuir al creixent interès d'investigadors contemporanis cap als presocràtics i, en general, cap a la filosofia de l'antiga Grècia, a través de la relectura dels conceptes usats en la interpretació del món.
El punt de partida d'Axelos va ser l'argument de la tesi de Marx que "la filosofia del món es transforma alhora que la filosofia esdevé mundana, de tal manera que la seva realització és alhora la seva pèrdua" En la seva tesi sobre Marx i la tècnica, i en la seva obra "Marx, penseur de la technique: De l'aliénation de l'homme à la conquête du monde", Axelos es basa en els manuscrits econòmics i filosòfics de Marx, llegint-los amb l'ajut dels conceptes de Heidegger i Nietzsche. Va explorar les conseqüències de la "alienació" en la història, com ara els efectes de la divisió del treball, la propietat privada i el capital, en termes d'"externalització" dels éssers humans en una "realitat aliena". Axelos va tractar de relacionar aquestes descripcions de l'alienació i de la pèrdua del "joc" amb el concepte de la tecnologia de Heidegger. Per Axelos, aquesta comprensió expandida de la tecnologia es va convertir en una manera d'interrogar tant a la societat moderna com al marxisme.
Seguint l'exemple del seu mestre Heidegger, que feia servir un estil poètic de filosofia, Axelos sovint utilitzava un flux continu de manifestacions aforístiques per relacionar fenòmens, intentant escoltar "el joc del món". Utilitzant aquest mètode per apropar-se als "horitzons del món", Axelos descomprimeix els "elements mitològics" del marxisme i critica especialment les tendències cap a la metanarració que considera nihilista i antropocèntrica. Les dues tesis doctorals d'Axelos i el seu llibre "Cap al pensament planetari" (1964) es van organitzar com una trilogia.
Axelos va continuar involucrant-se amb el pensament contemporani i amb el món global emergent buscant descobrir "l'horitzó invisible que envolta totes les coses" (1964), perfeccionant encara més el seu mètode com un transitar continu a través de la "totalitat" trencada que envolta els éssers humans contemporanis. Per descriure aquest estat de "ser-en-convertir-se", Axelos utilitza el terme "joc". Aquesta és la base de la segona trilogia d'Axelos, titulada "El desplaçament del joc", que inclou els llibres: El joc del món (1969), Cap a una ètica de la problemàtica (1972) i la contribució a Lògica (1977).
Finalment, la tercera trilogia d'Axelos es titula "El desplegament de la investigació", i consta dels llibres: Arguments of a Investigation (1969), Horizons of the World (1974) i Issues at Stake (1979). En emprar tant a Marx com a Freud, Axelos no va rebutjar els seus arguments de manera descurada tot i que n'intentava "alliberar les forces vitals" (1964), com assenyala la seva autobiografia: "resta pendent preguntar, extrapolar les intuïcions marxistes i freudianes" (1997). El focus de les recerques segueix sent el "joc de conjunts de jocs", especialment en el context dels debats sobre el "final de la història". Això es reafirma de la manera següent: "Atès que tot s'ha dit i contradit en un llenguatge específic, principalment el llenguatge metafísic de la filosofia i el llenguatge d'antifilosofia que subverteix la metafísica, hi ha encara quelcom de significat a dir i en quin llenguatge?" (1974).
Després de completar la tercera trilogia, Axelos va publicar Open Systems (1984) com una extensió dels conceptes que fins llavors havia emprat en "exposicions al món" amb una manera de capturar i escriure també "els diferents i enormes" passejos "del món obert ", és a dir, allò que no és present a l'abast, sinó què és "aclaparar més gent i més societats històriques ".
Els textos d'Axelos van ser gairebé tots escrits com a epílegs metafil·lòfics amb la intenció de "no suportar passivament el nostre temps: les investigacions que vam llançar requereixen que mirem i vegem tant a prop com de lluny". L'objectiu final era escriure "en un discurs poètic i reflexiu, una vida fervent" (1997).

## Marxisme obert
L'aproximació d'Axelos al pensament i a la filosofia pot ser anomenada "marxisme obert", un terme que Axelos ha utilitzat ell mateix. No obstant això, Axelos va identificar aspectes del pensament tecnològic modern que calia criticar en els textos de Marx, el que el va portar a llegir a Marx com la figura culminant de la metafísica occidental (paral·lelament a la valoració de Heidegger i de Nietzsche). El marxisme obert és, per tant, un intent de transcendir el paper político-ideològic del marxisme i "plantejar preguntes fructíferes i desmitificar les realitzacions existents". Axelos ha subratllat que no es poden definir a priori tot tipus d'actuacions –polítiques o d'altre tipus–. El pensament d'Axelos intenta qüestionar totes les formes de tancament i és una forma de teoria de sistemes oberts (a diferència de la teoria de sistemes tancats). En un altre lloc, va anomenar aquest plantejament "pensament planetari" (1964).

## El concepte de "joc"
Axelos utilitza el concepte de "joc" (le jeu) tant com a categoria ontològica (el "sistema de sistemes") com a ideal ètic per a una societat no alienada. Axelos sosté, després de Marx, l'oposició entre el treball (necessitat) i el joc (la llibertat) ha de ser abolida, però reconeix que això seria tant un "joc del món" concret com ontològic (le jeu du monde) o una errance. També argumenta, seguint Heidegger, que el joc és el significat de l'Ens que ha estat oblidat en el món modern (l'oblit de ser). Criticant relats excessivament deterministes de la globalització, per exemple, Axelos argumenta que es tracta d'un procés de mundialització que està més obert a la transformació que els teòrics clàssics dels marxistes. L'aspecte relacional del joc és el que uneix l'activitat humana amb l'activitat del món i els diferents sistemes de la vida humana (màgia, mite, religió, poesia, política, filosofia, ciència) juntes i amb el món. Per tant, el joc no és pas una vocació infantil per a Axelos.

## Obres
- Marx, penseur de la technique, Paris, UGE/Les Éditions de Minuit, 1961 (réédition Encre Marine, 2015).
- Héraclite et la philosophie, Paris, Les Éditions de Minuit, 1962.
- Arguments d'une recherche, Paris, Les Éditions de Minuit, 1963.
- Vers la pensée planétaire, Paris, Les Éditions de Minuit, 1964.
- Le Jeu du monde, Paris, Les Éditions de Minuit, 1969.
- Pour une éthique problématique, Paris, Les Éditions de Minuit, 1972.
- Entretiens, Paris, Scholies/Fata Morgana, 1973.
- Horizons du monde, Paris, Les Éditions de Minuit, 1974.
- Contribution à la logique, Paris, Les Éditions de Minuit, 1977.
- Problèmes de l'enjeu, Paris, Les Éditions de Minuit, 1979.
- Systématique ouverte, Paris, Les Éditions de Minuit, 1984.
- Métamorphoses, Paris, Les Éditions de Minuit, 1991.
- L'Errance érotique, postface de Jacques Sojcher, Éditions La Lettre volée, 1992.
- Lettres à un jeune penseur, Paris, Les Éditions de Minuit, 1996.
- Notices autobiographiques, Paris, Les Éditions de Minuit, 1997 ISBN 978-2707316240.
- Ce questionnement, Paris, Les Éditions de Minuit, 2001.
- Réponses énigmatiques, Paris, Les Éditions de Minuit, 2005 ISBN 978-2707318992.
- Ce qui advient. Fragments d'une approche, Paris, Les Belles-Lettres, coll. "Encre marine", 2009 ISBN 978-2350880112.
- En quête de l'impensé, Paris, Les Belles-Lettres, coll. "Encre marine", 2012 ISBN 978-2350880594 (ouvrage posthume, publié à partir d'un manuscrit dont la rédaction a été interrompue par la maladie, puis la mort du philosophe en 2010).
- Le Destin de la Grèce moderne, Paris, Les Belles-Lettres, coll. "Encre marine", 2013.